# 웨타
웨타(Weta)는 뉴질랜드, 오스트레일리아, 태즈메이니아섬 지역에 살고 있는 메뚜기목 여치아목 곤충 중에서 어리여치상과의 일부(아노스토스토마과)와 꼽등이과에 속하는 곤충의 총칭이다. 70종 정도의 종류가 있으며 그 중에는 자이언트웨타, 나무웨타 등이 있다. 웨타의 한 종류인 자이언트웨타(Deinacrida)는 최대 길이 12 cm 무게 71g으로 가장 무거운 곤충의 하나이다. 현재 몇몇 종이 멸종위기에 처해 있다.

## 어원
웨타(Weta)라는 말은 마오리족의 말인 "Wetapunga"에서 유래했다. 이 말의 뜻은 "못생긴 것의 신"이라는 뜻으로, 웨타의 생김새를 보고 생긴 언어이다.

## 분포
뉴질랜드, 오스트레일리아, 태즈메이니아섬 등지에 서식한다. 하지만 자이언트웨타(Deinacrida sp)처럼 뉴질랜드의 몇몇 섬에서만 서식하는 종류도 있다.

## 분류
웨타라고 불리는 벌레의 그룹은 아노스토스토마과와 꼽등이과를 포함한다. 따라서 웨타라고 불리는 모든 종류가 꼽등이 종류에 속하는 것은 아니다. 
잘 알려진 뉴질랜드의 자이언트웨타와 나무웨타는 아노스토스토마과에, 동굴웨타(cave weta)는 꼽등이과에 포함된다.
- 아노스토스토마과 (Anostostomatidae)
  - 아노스토스토마아과 (Anostostomatinae)
    - Hemiandrus
    - Motuweta - 큰턱웨타(Tusked Weta)
    - Libanasidus

  - Deinacridinae
    - Anisoura
    - Deinacrida - 자이언트웨타 (Giant Weta)
    - Hemideina - 나무웨타 (Tree Weta)
- 꼽등이과 (Rhaphidophoridae)
  - Macropathinae
    - Dendroplectron
    - Gymnoplectron
    - Insulanoplectron
    - Ischyroplectron
    - Isoplectron
    - Macropathus
    - Neonetus
    - Novoplectron
    - Pachyrhamma
    - Pallidoplectron
    - Paraneonetus
    - Petrotettix
    - Pharmacus
    - Pleioplectron
    - Setascutum
    - Talitropsis
    - Turbottoplectron
    - Weta

## 상징
웨타는 뉴질랜드의 디지털 시각 효과 기업인 웨타 디지털의 상징이다.

## 사진

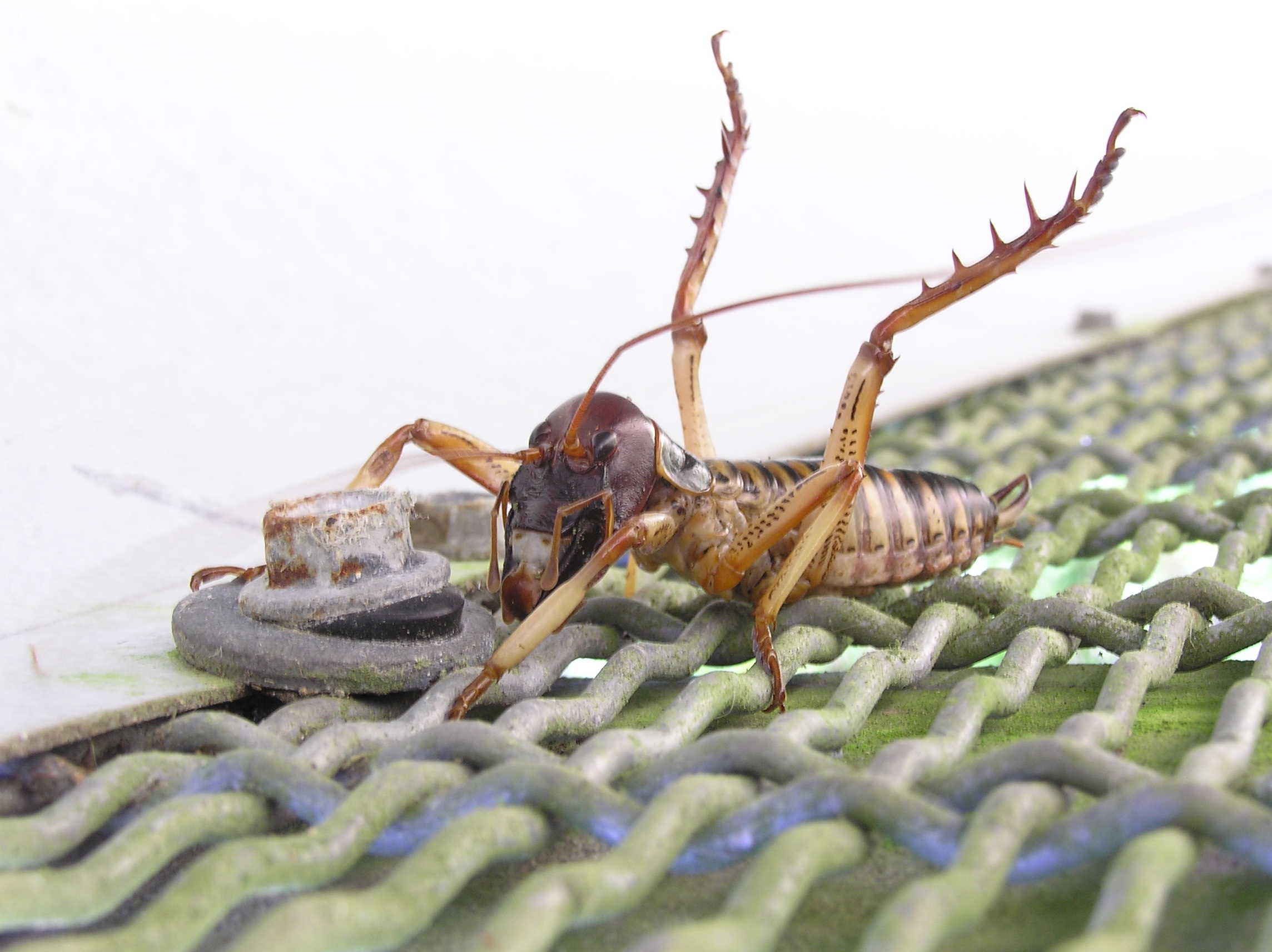
뒷다리를 치켜들고 방어자세를 취하는 웰링턴 나무웨타(Hemideina crassidens)